# Lycinae
Lycinae es una subfamilia de escarabajos de alas de red que pertenecen a la familia Lycidae.

## Tribus y géneros
BioLib incluye 11 tribus:

### Calocromini
Autenticación. : Lacordaire, 1857 - a veces colocado como subfamilia Calochrominae
1. Calocromo Guérin-Ménéville, 1833
2. Caloptognatha verde, 1954
3. Dumbrellia Lea, 1909
4. Lucaina Dugès, 1879
5. Lygistopterus Mulsant, 1838
6. Macrolygistopterus, Pic 1929

### Calopterini
Autenticación. : Verde, 1949; pos. géneros incompletos:
subtribu Acroleptina Bocáková, 2005
- Acroleptus Bourgeois, 1886
- Aporrhipis Pascoe, 1887
- Paracroleptus costae (Ferreira, 2015)

subtribu Calopterina Green, 1949
1. Calopterón Laporte, 1838

subtribu no determinada

1. Cenia Newman, 1838
2. Ceratopriomorphus Pic, 1922
3. Emplectus Erichson, 1847
4. Idiopteron Bourgeois, 1905
5. Leptoceletes verdes, 1952
6. Metapteron Bourgeois, 1905
7. Xenolycus Ferreira y Silveira, 2020

### Conderini
Autenticación. : Bocak y Bocakova, 1990
1. Conderis, Waterhouse  1879
2. Xylobanellus, Kleine, 1930

### Dihammatini
Autenticación. : Bocák y Bocáková, 2008
1. Dihammatus Waterhouse 1879

### Eurracinos
Autenticación. : Bocaková, 2005
1. Cladocalon Nascimento & Bocakova, 2022
2. Currhaeus Nascimento, Bressan y Bocakova, 2020

### Licinios
Autenticación. : Laporte de Castelnau, 1836; géneros seleccionados:
- Lopholycus Bourgeois, 1883
- Lyconotus verde, 1949
- Lycus Fabricio, 1787

### Liponiini
Autenticación. : Bocak y Bocakova, 1990
1. Lyponia Waterhouse, 1878

### Macrolicini
Autenticación. : Kleine, 1929
1. Calcaeron Kazantsev, 2004
2. Cerceros Kraatz, 1879
3. Macrolycus Waterhouse 1878

### Melanerotini
Autenticación. : Kazántsev, 2010
1. Melaneros, Fairmaire 1879
2. Polineros Kazantsev, 2009

### Metriorrinquinos
Autenticación. : Kleine, 1926
subtribu Hemiconderinina Bocák & Bocáková, 1990
- Hemiconderis Kleine, 1926 (posible error ortográfico: Hemiconderidis ) [2]

subtribu Metriorrhynchina Kleine, 1926
1. Cautires, Waterhouse 1879
2. Metriorrhynchus Gemminger y Harold, 1869
3. Xylobanus, Waterhouse 1879

subtribu Trichalina Kleine, 1929
1. Trichalus, Waterhouse 1877

géneros no colocados
1. Achras, Waterhouse 1879
2. Broxylus, Waterhouse 1879
3. Cladóforo Guérin-Méneville, 1830
4. Enylus Waterhouse, 1879
5. FlabellotrichalusPic, 1921
6. Mangkutanus Kubecek, Dvorak y Bocak, 2011
7. Porrostoma Laporte, 1838
8. Procautires Kleine, 1925
9. Stadenus, Waterhouse 1879
10. Synchonnus, Waterhouse 1879
11. Wakarumbia Bocak, 1999

### Platerodini
Autenticación. : Kleine, 1929
1. Lyponia Waterhouse 1878
2. Melaneros Fairmaire 1877
3. Plateros Bourgeois, 1879
4. Teroplas Gorham, 1884

### Thonalmini
Autenticación. : Kleine, 1933
1. Thonalmus Bourgeois, 1883